# Naumburg (Saale)
 For alternative betydninger, se Naumburg. (Se også artikler, som begynder med Naumburg)
Naumburg (Saale) er en by i den sydlige del af den tyske delstat Sachsen-Anhalt. Den ligger i floddalen til Saale, 39 km kilometer syd for Halle og 30 kilometer nord for Jena. Naumburg er administrationsby for Burgenlandkreises og centrum for det nordligste tyske vinområde, Saale-Unstrut. Byen er et jernbaneknudpunkt og har tidligere været hjemsted for Bispedømmet Naumburg. Byens vartegn er Naumburger Domkirke i den middelalderlige bykerne.

## Geografi
Naumburg hvor floden Unstrut har sit udløb i Saale, tæt ved grænsen til Thüringen. Byen ligger i et kuperet område omgivet af vinbjergene i Saale-Unstrutregionen og ligger i Naturpark Saale-Unstrut-Triasland. Klimaet i Naumburg er usædvanligt mildt, hvilket gør vinavl muligt på på områdets skråninger.
Selve byen har en udstrækning på ca. 6,5 km fra øst til vest, og ca. 5,5 km fra nord til syd.

### Bydele og landsbyer
Selve byen er delt op i bydelene Altenburg (Almrich), Grochlitz, Henne og Weinberge.
Omkring byen ligger landsbyerne Beuditz, Boblas, Eulau, Flemmingen, Großjena, Großwilsdorf, Kleinjena, Meyhen, Neidschütz, Neuflemmingen, Roßbach, Schellsitz und Wettaburg.